# Лян Цічао
Лян Цічао (*梁啟超, 23 лютого 1873 —19 січня 1923) — китайський науковець, поет, викладач, філософ, громадський діяч, реформатор часів занепаду династії Цін та початку Китайської республіки.

## Життєпис
Походив з поміщицької родини. Народився у м. Сінхуей (провінція Ґуандун). Замолоду виявив хист до навчання. У восьмирічному віці він умів складати восьмичленний твір і здобув серед односельців славу вундеркінда У 1884 році успішно склав повітові іспити. У 1889 році також пройшов провінційні іспити, здобувши вчене звання цзюйжень. Втім у 1890 році не зміг скласти імператорський іспит.
У 1895 році разом з Кан Ювеєм та ін. Май Менхуа брав участь у складанні колективного меморандуму з 10 тисяч слів, спрямованого імператору Децзуну. Меморандум пропонував здійснити реформи, що включали перенесення столиці з Пекіна в більш давній Сіань, випуск держбанком паперових грошей, карбування розмінної монети, створення державної поштової системи, перетворення конфуціанства в повноцінну загальнодержавну релігію і створення при імператорі виборного дорадчого органу. Для пропаганди реформістських ідей, також разом з Кан Ювеєм і Май Менхуа, на власні кошти в червні 1895 року він почав видавати в Пекіні щоденну газету «Ваньго гунбао» («Всесвітній вісник»), яка потім називалася «Цян го бао» («Вісник посилення держави»).
У серпні 1896 році став редактором заснованого в Шанхаї щодекадного суспільно-політичного журналу «Ши у бао» («Сучасні завдання», 1896–1898 рік). У 1897 році опублікував «Каталог книг про західні науки» («Сі-сюе шу му чжи»). Всі ці видання відіграли важливу роль в ознайомленні китайського суспільства з західними ліберально-демократичними цінностями і науковими ідеями.
У період перед занепадом династії Цін, у листопаді 1911 року, відкинув міністерський портфель, запропонований прем'єр-міністром Юань Шикаєм, але став міністром юстиції в його уряді, сформованому 11 вересня 1913 року, вже після повалення імперії. Він був одним з творців у листопаді 1913 року Демократичної партії, що увійшла потім до складу Прогресивної партії, на основі якої створювався кабінет міністрів 11 вересня. Проте, коли наприкінці 1915 року Юань Шикай зробив спробу реставрації імперії, Лян Цічао виступив рішуче проти і 1 травня 1916 року обійняв посаду начальника генерального штабу Армії захисту республіки. Після смерті Юань Шикая він очолив Дослідницьку групу, в яку трансформувалася Прогресивна партія, став міністром фінансів в уряді Дуань Ціжуя і як радник при ставці головкома влітку 1917 року брав участь у придушенні нової спроби реставрації імперії на чолі з Кан Ювеєм.
Після поїздки до Європи у 1918 році на Паризьку мирну конференцію Лян Цічао зайняв різку антизахідну позицію. У дискусії про соціалізм, яка розгорнулася 1920 року, Лян підтримав відомого філософа, прихильника загальної семантики Чжан Дунсуня. Лян Цічао закликав вважати соціалізм ідеалом далекого майбутнього Китаю і зосередитися на боротьбі з гнітом іноземного капіталу і розвитку вітчизняного промислового підприємництва. Помер у Пекіні у 1923 році.

## Філософія
Лян Цічао був одним з перших у Китаї апологетів демократії, яке відобразив у статті «Про закономірності зміни монархії демократією», яка вийшла у 1897 році.
У Пекіні Лян Цічао сприяв Кан Ювею в організації установчих зборів Товариства захисту держави. У період «Ста днів реформ» (11 липня — 20 вересня 1898 року) був одним з лідерів партії реформаторів. Після її розгрому зумів уникнути страти, за допомогою японських дипломатів емігрувавши до Японії, де продовжив свою діяльність як головним редактор суспільно-політичного журналу «Цин і бао» («Громадська думка» 1989–1901 роки) і «Сінь мінь цун бао» («Оновлення народу», 1902–1908 років), назва якого відображала один з "трьох устоїв конфуціанського канону «Таксюе», що повторено в заголовку програмної книги Лян Цічао про національний порятунок «Сінь мінь шо» («Пояснення поновлення народу», 1906 рік).
Лян Цічао в науково-публіцистичних роботах прагнув синтезувати ідеї класичної китайської філософії з західним лібералізмом, розумінням свободи в працях Ж.-Ж. Руссо, І. Канта і Дж. С. Мілля, еволюціонізмом Ч. Дарвіна та Г. Спенсера. Намітилося його розбіжність з Кан Ювеєм, який критикував лібералізм, посилаючись на жахи Великої Французької революції. Лян Цічао відстоював свободу як «загальний принцип неба і землі», народжений не у Франції і придатний для сучасного Китаю. Ці міркування знайшли втілення в його книзі «Цзію шу» («Книга свободи», 1908 роки).

## Перекладацтво
Лян Цінчао намагався ознайомити людей з досягненнями західної думки. Зокрема перекладав твори відомих філософів — Гоббса, Руссо, Локка, Юма і Бентама.